# Cratere Solano
Solano  è un cratere sulla superficie di Marte.